# Hangaragi, Badami
Hangaragi là một làng thuộc tehsil Badami, huyện Bagalkot, bang Karnataka, Ấn Độ.